# Franciscanes Missioneres de la Mare del Diví Pastor
La Congregació de Franciscanes Missioneres de la Mare del Diví Pastor són una congregació religiosa de germanes, institut de perfecció de dret pontifici, fundada el 1872 per la beata de Granollers Maria Anna Mogas. Les seves membres, també anomenades Franciscanes de la Divina Pastora, fan servir les sigles F.M.M.D.P.

## Història
El beat caputxí Josep Tous i Soler, veient les necessitats d'educació intel·lectual i espiritual dels joves sense recursos, especialment les que anaven a la ciutat des del camp en busca de feina, va fundar amb algunes monges clarisses caputxines exclaustrades en 1835, una congregació de terciàries caputxines dedicades a l'ensenyament de nenes i noies. Aquesta fundació, iniciada a Ripoll el 7 de juny de 1851 va ésser la de les Terciàries Caputxines de l'Ensenyança, conegudes llavors com a Germanes de l'Ensenyança Gratuïta. El setembre del mateix any en fou elegida superiora Maria Anna Mogas i Fontcoberta.

### Escissió
Després de fundar altres col·legis a Catalunya, el 1865, Tous, Mogas i tres germanes viatgen a Ciempozuelos (Madrid), on els han proposat d'encarregar-se d'un asil de noies "penedides" i una escola per a nens, amb Maria Anna Mogas com a superiora. Ja instal·lades, hi ha alguns problemes amb les autoritats, però, sobretot, interns: mentre que les germanes que ja hi havia a l'asil volien mantenir l'esperit dels caputxins, Mogas desitjava acollir-se a l'obediència franciscana. El 1867, Mogas i les altres tres germanes deixen l'asil de Ciempozuelos i s'instal·len a Madrid, on obren una escola al carrer de Juanelo, en una zona benestant. Mogas, però, no acaba de veure clar que aquell sigui el destí de la congregació; per consell del bisbe Antoni Maria Claret, llavors resident a Madrid, Mogas encamina la missió de la congregació cap a l'educació dels més necessitats, ja que la gent dels barris benestants ja disposa d'institucions d'educació.

### Fundació de la nova congregació
Al juny de 1868, obren una escola de nenes pobres al carrer de Palma Alta, número 3, on viuen les germanes. Plenament dedicades a la instrucció, defineixen el carisma de la congregació. Amb el temps, es van traslladant a altres seus, sempre en barris menestrals i pobres.
La llunyania i la poca comunicació amb la comunitat de Barcelona fa que les diferències s'accentuïn i, en morir el fundador en 1871, les dues branques se separen definitivament, formant dues congregacions amb constitucions i superiora pròpies. La de Barcelona serà la de les Caputxines de la Mare del Diví Pastor, la de Madrid, la de les Franciscanes de la Mare del Diví Pastor.
Amb Maria Anna Mogas al davant, el grup de Madrid va ésser aprovat per l'arquebisbe de Toledo el 16 de gener de 1872 a Toledo, com a congregació de Franciscanes Missioneres de la Mare del Diví Pastor. El decretum laudis pontifici data del 22 de setembre de 1894 i l'aprovació definitiva és de Lleó XIII, del 4 de juliol de 1896. Les constitucions s'aprovaren el 8 d'agost de 1899. En 1878 s'havia integrat a la família franciscana, dintre del Tercer Orde Regular de Sant Francesc, i el 19 de juny de 1906 s'integrà a l'Orde dels Frares Menors.
El 1876, Juan del Pozo, rector de Fuencarral, exposa a Maria Anna Mogas la situació de deixadesa del poble, llavors lloc de gran pobresa a vuit kilòmetres de la capital, on hi ha molts nens però cap escola. Mogas, amb tres germanes hi va i obre una escola prop de l'església. Molt estimades al poble, les germanes hi fan una gran tasca social i els marquesos de Fuente Chica els cedeixen la planta baixa de la seva casa per instal·lar-hi una escola més capaç; en morir, llegaran la casa a la congregació (a qui fan hereva de la seva fortuna) convertint-se en el Colegio del Sagrado Corazón.

## Expansió
Es va continuar difonent per Espanya, on en 2010 té 64 comunitats, 25 centres d'ensenyament, 8 d'assistència sanitària i set llars de gent gran. Fora, va establir-se a Portugal i Itàlia (Roma), a Iberoamèrica: Argentina, Perú, Veneçuela i Xile, i Àfrica: Moçambic i Benín.

## Actualitat
L'activitat de les Fransicacanes de la Divina Pastora se centra en l'educació i l'apostolat mitjançant l'ensenyament cristià als alumnes. atenció als ancians i malalts, catequesi i pastoral a parròquies, especialment al medi rural, tasques de promoció de la dona i ajut especial a marginats (drogaddictes, gent sense sostre, etc.).
En acabar 2005 l'institut tenia 697 religioses en 111 cases.